# 東海パルプ
東海パルプ株式会社（とうかいパルプ、英文社名 TOKAI PULP & PAPER Co., Ltd）は、最近まで存在した特種東海ホールディングス傘下の製紙会社。かつての大倉財閥の一角。戦前は静岡県島田市で海軍技術研究所がおかれ、湯川秀樹など当時の最先端の学者などを集めて特殊な電磁秘密兵器も研究していた。クラフト紙などの産業用紙を中心に、機能紙や特殊紙、印刷・情報用紙、家庭紙などを製造していた。2010年（平成22年）4月1日に特種東海ホールディングスと合併、特種東海製紙となった。

## 主要事業所
- 本社 - 東京都中央区八重洲2丁目4-1（常和八重洲ビル）
- 大阪支店 - 大阪府大阪市中央区本町4丁目1-7
- 名古屋営業所 - 愛知県名古屋市中区錦1丁目7-19
- 静岡営業所 - 静岡県島田市向島町4379
- 島田工場 - 静岡県島田市向島町4379
- 横井工場 - 静岡県島田市横井4丁目18-1

## 沿革
- 1907年（明治40年）12月5日 - 東海紙料株式会社設立。
- 1910年（明治43年）7月 - 島田工場操業開始。
- 1943年（昭和18年）4月 - 東海事業株式会社に社名変更。
- 1951年（昭和26年）5月 - 東海パルプ株式会社に社名変更。
- 1951年（昭和26年）9月 - クラフトパルプ製造開始。
- 1952年（昭和27年）8月20日  - 東証1部上場。
- 1952年（昭和27年）9月 - 横井工場操業開始。クラフト紙製造開始、パルプから紙までの一貫体制を確立。
- 2007年（平成19年）3月27日 - 上場廃止。
- 2007年（平成19年）4月2日 - 特種製紙と株式移転による共同持株会社特種東海ホールディングスを設立。
- 2010年（平成22年）4月1日 - 特種東海ホールディングスに吸収合併され解散。

## 関係会社
- 東海加工紙株式会社
- 明治製紙株式会社
- 大一コンテナー株式会社
- 株式会社テック東海
- 東海物流システム株式会社
- 株式会社リソース東海
- 大河原運送株式会社
- 株式会社東海フォレスト
- 株式会社レックス